# Метрическое пространство
Метри́ческое простра́нство — множество вместе со способом измерения расстояния между его элементами — метрикой. Является центральным понятием геометрии и топологии. Впервые понятие ввёл в 1906 году Морис Фреше в связи с рассмотрением функциональных пространств.

## Определения
Пара {\displaystyle (M,\;d)}, состоящая из множества {\displaystyle M} и функции {\displaystyle d\colon M\times M\to \mathbb {R} } из его декартова квадрата в множество вещественных чисел, называется метрическим пространством, если:
1. {\displaystyle d(x,y)=0\Leftrightarrow x=y} (аксиома тождества);
2. {\displaystyle d(x,y)\geqslant 0} (аксиома положительности);
3. {\displaystyle d(x,y)=d(y,x)} (аксиома симметричности);
4. {\displaystyle d(x,z)\leqslant d(x,y)+d(y,z)} (аксиома треугольника или неравенство треугольника).

В этом случае:
- множество {\displaystyle M} называется подлежащим множеством или носителем метрического пространства;
- функция {\displaystyle d} называется метрикой или функцией расстояния;
- элементы множества {\displaystyle M} называются точками метрического пространства;
- иногда дополнительно предполагается, что множество {\displaystyle M} непусто.

Требование неотрицательности значений метрики является избыточным, оно следует из аксиом:
{\displaystyle 0=d(x,x)\leqslant d(x,y)+d(y,x)=2\cdot d(x,y)}.
Аксиомы тождества и данного неравенства треугольника вместе взятые эквивалентны следующему варианту неравенства треугольника:
{\displaystyle d(x,y)\leqslant d(x,z)+d(y,z)}.
Эти условия выражают интуитивные понятия о концепции расстояния и поэтому называются аксиомами расстояния. Например, что расстояние между различными точками положительно и расстояние от {\displaystyle x} до {\displaystyle y} то же самое, что и расстояние от {\displaystyle y} до {\displaystyle x}. Неравенство треугольника означает, что расстояние от {\displaystyle x} до {\displaystyle z} через {\displaystyle y} не меньше, чем прямо от {\displaystyle x} до {\displaystyle z}.

## Обозначения
Обычно расстояние между точками {\displaystyle x} и {\displaystyle y} в метрическом пространстве {\displaystyle M} обозначается {\displaystyle d(x,y)} или {\displaystyle \rho (x,y)}.
В метрической геометрии принято обозначение {\displaystyle |xy|} или {\displaystyle |xy|_{M}}, если необходимо подчеркнуть, что речь идёт о {\displaystyle M}. Также употребляются обозначения {\displaystyle |x-y|} и {\displaystyle |x-y|_{M}} (несмотря на то, что выражение {\displaystyle x-y} для точек {\displaystyle x} и {\displaystyle y} не имеет смысла).
В классической геометрии приняты обозначения {\displaystyle XY} или {\displaystyle |XY|} (точки обычно обозначают заглавными латинскими буквами).

## Связанные определения
- Биекция между различными метрическими пространствами {\displaystyle (X,d_{X})} и {\displaystyle (Y,d_{Y})}, сохраняющая расстояния, называется изометрией. В этом случае пространства {\displaystyle (X,d_{X})} и {\displaystyle (Y,d_{Y})} называются изометричными.

- Если {\displaystyle x_{n}\in X}, {\displaystyle x\in X} и {\displaystyle d(x_{n},x)\to 0} при {\displaystyle n\to \infty }, то говорят, что {\displaystyle x_{n}} сходится к {\displaystyle x}: {\displaystyle x_{n}\to x}[4].

- Если {\displaystyle M} подмножество множества {\displaystyle X}, то, рассматривая сужение {\displaystyle d_{M}=d_{X}|_{M}} метрики {\displaystyle d_{X}} на множество {\displaystyle M}, можно получить метрическое пространство {\displaystyle (M,d_{M})}, которое называется подпространством пространства {\displaystyle (X,d)}.

- Метрическое пространство называется полным, если любая фундаментальная последовательность в нём сходится к некоторому элементу этого пространства.

- Метрика {\displaystyle d} на {\displaystyle M} называется внутренней, если любые две точки {\displaystyle x} и {\displaystyle y} в {\displaystyle M} можно соединить кривой с длиной, произвольно близкой к {\displaystyle d(x,y)}. Пространство называется геодезическим если любые две точки {\displaystyle x} и {\displaystyle y} в {\displaystyle M} можно соединить кривой с длиной, равной {\displaystyle d(x,y)}.

- Любое метрическое пространство обладает естественной топологией, базой для которой служит множество открытых шаров, то есть множеств следующего типа:
{\displaystyle B(x;r)=\{y\in M\mid d(x,y)<r\}},

где {\displaystyle x} есть точка в {\displaystyle M} и {\displaystyle r} — положительное вещественное число, называемое радиусом шара. Иначе говоря, множество {\displaystyle O} является открытым, если вместе с любой своей точкой оно содержит открытый шар с центром в этой точке.
- - Две метрики, определяющие одну и ту же топологию, называются эквивалентными.
  - Топологическое пространство, которое может быть получено таким образом, называется метризируемым.

- Расстояние {\displaystyle d(x,S)} от точки {\displaystyle x} до подмножества {\displaystyle S} в {\displaystyle M} определяется по формуле:
{\displaystyle d(x,S)=\inf\{d(x,s)\mid s\in S\}}.

Тогда {\displaystyle d(x,S)=0}, только если {\displaystyle x} принадлежит замыканию {\displaystyle S}.

## Примеры
- Дискретная метрика: {\displaystyle d(x,y)=0}, если {\displaystyle x=y}, и {\displaystyle d(x,y)=1} во всех остальных случаях.

- Вещественные числа с функцией расстояния {\displaystyle d(x,\;y)=|y-x|} и евклидово пространство являются полными метрическими пространствами.

- Расстояние городских кварталов: {\displaystyle d(\mathbf {p} ,\mathbf {q} )=\|\mathbf {p} -\mathbf {q} \|=\sum _{i=1}^{n}|p_{i}-q_{i}|}, где {\displaystyle \mathbf {p} =(p_{1},p_{2},\dots ,p_{n})}, {\displaystyle \mathbf {q} =(q_{1},q_{2},\dots ,q_{n})} — векторы.

- В пространстве {\displaystyle F(X,Y)} непрерывных и ограниченных отображений из топологического пространства {\displaystyle X} в метрическое пространство {\displaystyle Y} расстояние между двумя отображениями {\displaystyle f_{1}} и {\displaystyle f_{2}} определяется как:
{\displaystyle d_{F}(f_{1},f_{2})=\sup\{d_{Y}(f_{1}(x),f_{2}(x))\colon x\in X\}}.

Сходимость отображений по этой метрике равнозначна их равномерной сходимости на всём пространстве {\displaystyle X}.
- - В частном случае, когда {\displaystyle X} — компактное пространство, {\displaystyle Y} — числовая прямая, получается пространство {\displaystyle C(X)} всех непрерывных функций на пространстве {\displaystyle X} с метрикой равномерной сходимости.

- Пусть {\displaystyle L([a,b])}, {\displaystyle R([a,b])}, {\displaystyle C([a,b])} — пространства функций на отрезке {\displaystyle [a,b]}, соответственно интегрируемых по Лебегу, интегрируемых по Риману, и непрерывных. В них расстояние можно определить по формуле:
{\displaystyle d(f_{1},f_{2})=\int \limits _{a}^{b}|f_{1}(x)-f_{2}(x)|\,dx}.

Для того, чтобы эта функция стала метрикой, в первых двух пространствах необходимо отождествить функции, отличающиеся на множестве меры 0. В противном случае эта функция будет всего лишь полуметрикой. (В пространстве функций, непрерывных на отрезке, функции, отличающиеся на множестве меры 0, и так совпадают.)
- В пространстве {\displaystyle k} раз непрерывно дифференцируемых функций {\displaystyle C^{k}([a,b])} метрика вводится по формуле:
{\displaystyle d_{k}(f_{1},f_{2})=\max\{d_{0}(f_{1},f_{2}),\;d_{0}(f'_{1},f'_{2}),\;\ldots ,\;d_{0}(f_{1}^{(k)},f_{2}^{(k)})\}},

где {\displaystyle d_{0}} — метрика равномерной сходимости на {\displaystyle C([a,b])} (см. выше).
- Любое нормированное пространство можно превратить в метрическое, определив функцию расстояния
{\displaystyle d(x,y)=\|y-x\|}.

Конечномерные пространства такого типа называются пространством Минковского. В случае размерности, равной двум — плоскостью Минковского.
- Если {\displaystyle (p_{n})_{n\in N}} является последовательностью полунорм, определяющих (локально выпуклое) топологическое векторное пространство {\displaystyle E}, то:
{\displaystyle d(x,y)=\sum _{n=1}^{\infty }{\frac {1}{2^{n}}}{\frac {p_{n}(x-y)}{1+p_{n}(x-y)}}}

является метрикой, определяющей ту же топологию. (Можно заменить {\displaystyle {\frac {1}{2^{n}}}} на любую суммируемую последовательность {\displaystyle (a_{n})} строго положительных чисел.)
- Любое связное риманово многообразие {\displaystyle M} можно превратить в метрическое пространство, определив расстояние как точную нижнюю грань длин путей, соединяющих пару точек.

- Множество вершин любого связного графа {\displaystyle G} можно превратить в метрическое пространство, определив расстояние как минимальное число рёбер в пути, соединяющем вершины. Более общо: если каждому ребру графа приписать положительное число (длину ребра), расстояние между вершинами можно определить как минимальную сумму длин рёбер вдоль любых путей из одной вершины в другую. Частным случаем является так называемая французская железнодорожная метрика, которую нередко приводят в качестве примера метрики, не порождённой нормой.

- Расстояние редактирования графа определяет функцию расстояния между графами.

- Расстояние Хэмминга применяется в теории кодирования.

- Строковые метрики[англ.], такие как расстояние Левенштейна и другие расстояния редактирования текста определяют расстояние над строками.

- Множество компактных подмножеств {\displaystyle K(M)} любого метрического пространства {\displaystyle M} можно превратить в метрическое пространство, определив расстояние с помощью так называемой метрики Хаусдорфа. В этой метрике два подмножества близки друг к другу, если для любой точки одного множества можно найти близкую точку в другом подмножестве. Точное определение:
{\displaystyle D(X,Y)=\inf \left\{r\;\left|\;{\begin{matrix}\forall x\in X\;\exists y\in Y\colon d(x,y)<r\\\forall y\in Y\;\exists x\in X\colon d(x,y)<r\end{matrix}}\right.\right\}}.

- Множество всех компактных метрических пространств (с точностью до изометрии) можно превратить в метрическое пространство, определив расстояние с помощью так называемой метрики Громова — Хаусдорфа.

- Метрика Васерштейна определяет расстояние между двумя распределениями вероятностей.

## Конструкции
Декартово произведение метрических пространств может быть наделено структурой метрического пространства многими способами, например:
{\displaystyle d_{X\times Y}((x_{1},y_{1}),(x_{2},y_{2}))=d_{X}(x_{1},x_{2})+d_{Y}(y_{1},y_{2})},
{\displaystyle d_{X\times Y}((x_{1},y_{1}),(x_{2},y_{2}))={\sqrt {d_{X}(x_{1},x_{2})^{2}+d_{Y}(y_{1},y_{2})^{2}}}},
{\displaystyle d_{X\times Y}((x_{1},y_{1}),(x_{2},y_{2}))=\max\{d_{X}(x_{1},x_{2}),d_{Y}(y_{1},y_{2})\}}.
Эти метрики эквивалентны друг другу.

## Свойства
- Метрическое пространство компактно тогда и только тогда, когда из любой последовательности точек можно выбрать сходящуюся подпоследовательность (секвенциальная компактность).

- Метрическое пространство может не иметь счётной базы, но всегда удовлетворяет первой аксиоме счётности — имеет счётную базу в каждой точке. Более того, каждый компакт в метрическом пространстве имеет счётную базу окрестностей. Сверх того, в каждом метрическом пространстве существует такая база, что каждая точка пространства принадлежит лишь счётному множеству её элементов — точечно-счётная база (но это свойство слабее метризуемости даже в присутствии паракомпактности и хаусдорфовости).

- Метрические пространства с короткими отображениями образуют категорию, обычно обозначаемую Met.

## Вариации и обобщения
Для данного множества {\displaystyle M}, функция {\displaystyle d\colon M\times M\to \mathbb {R} } называется псевдометрикой или полуметрикой на {\displaystyle M} если для любых точек {\displaystyle x,\;y,\;z} из {\displaystyle M} она удовлетворяет следующим условиям:
{\displaystyle d(x,x)=0};
{\displaystyle d(x,y)=d(y,x)} (симметрия);
{\displaystyle d(x,z)\leqslant d(x,y)+d(y,z)} (неравенство треугольника).
То есть, в отличие от метрики, различные точки в {\displaystyle M} могут находиться на нулевом расстоянии. Псевдометрика естественно определяет метрику на факторпространстве {\displaystyle M/{\sim }}, где {\displaystyle x\sim y\iff d(x,y)=0}.
Для данного множества {\displaystyle M} функция {\displaystyle d\colon M\times M\to \mathbb {R} } называется квазиметрикой, если для любых точек {\displaystyle x}, {\displaystyle y}, {\displaystyle z} из {\displaystyle M} она удовлетворяет следующим условиям:
{\displaystyle d(x,x)=0};
{\displaystyle d(x,y)\leqslant c\cdot d(y,x)} (квазисимметрия);
{\displaystyle d(x,z)\leqslant c\cdot (d(x,y)+d(y,z))} (обобщённое неравенство треугольника).
Метрика на пространстве называется ультраметрикой, если она удовлетворяет сильному неравенству треугольника:
Для всех {\displaystyle x}, {\displaystyle y} и {\displaystyle z} в {\displaystyle M} {\displaystyle d(x,z)\leqslant \max(d(x,y),d(y,z))}.
Иногда удобно рассматривать {\displaystyle \infty }-метрики, то есть метрики со значениями {\displaystyle [0;\infty ]}. Для любой {\displaystyle \infty }-метрики можно построить конечную метрику, которая определяет ту же топологию. Например,
{\displaystyle d'(x,y)={\frac {d(x,y)}{1+d(x,y)}}} или {\displaystyle d''(x,y)=\min {(1,d(x,y))}}.
Также для любой точки {\displaystyle x} такого пространства множество точек, находящихся от неё на конечном расстоянии, образует обычное метрическое пространство, называемое метрической компонентой {\displaystyle x}. В частности, любое пространство с {\displaystyle \infty }-метрикой можно рассматривать как набор обычных метрических пространств и определить расстояние между любой парой точек в разных пространствах равным {\displaystyle \infty }.
Иногда квазиметрика определяется как функция, удовлетворяющая всем аксиомам для метрики за возможным исключением симметрии. Название этого обобщения не вполне устоялось. В своей книге Смит называет их «полуметриками». Тот же термин используется часто также для двух других обобщений метрик.
{\displaystyle d(x,y)\geqslant 0} (положительность)
{\displaystyle d(x,y)=0\iff x=y} (положительная определённость)
d(x, y)=d(y, x) (симметрия вычеркнута)
{\displaystyle d(x,z)\leqslant d(x,y)+d(y,z)} (неравенство треугольника)
Примеры квазиметрики встречаются в реальной жизни. Например, если дано множество {\displaystyle X} горных сёл, время прогулки между элементами {\displaystyle X} образует квазиметрику, поскольку восхождение вверх занимает больше времени, чем спуск вниз. Другим примером является топология городских кварталов, имеющих улицы с односторонним движением, когда путь из точки {\displaystyle A} в точку {\displaystyle B} состоит из различного набора улиц по сравнению с путём из {\displaystyle B} в {\displaystyle A}.
В метаметрике все аксиомы метрики выполняются, за исключением того, что расстояние между идентичными точками не обязательно равно нулю. Другими словами, аксиомами для метаметрики являются:
{\displaystyle d(x,y)\geqslant 0}
из {\displaystyle d(x,y)=0} следует {\displaystyle x=y} (но не наоборот.)
{\displaystyle d(x,y)=d(y,x)}
{\displaystyle d(x,z)\leqslant d(x,y)+d(y,z)}.
Метаметрики появляются при изучении гиперболических метрических пространств Громова и их границ. Визуальная метаметрика на таком пространстве удовлетворяет равенству {\displaystyle d(x,x)=0} для точек {\displaystyle x} на границе, но в противном случае {\displaystyle d(x,x)} примерно равно расстоянию от {\displaystyle x} до границы. Метаметрики первым определил Юсси Вяйсяля.
Ослабление последних трёх аксиом ведёт к понятию преметрики, то есть функции, удовлетворяющей условиям:
{\displaystyle d(x,y)\geqslant 0}
{\displaystyle d(x,x)=0}
Термин не устоялся, иногда он используется для обобщения других метрик, таких как псевдополуметрики или псевдометрики. В русскоязычной литературе (и в переводах с русского) этот термин иногда появляется как «праметрика».
Любая преметрика приводит к топологии следующим образом. Для положительного вещественного {\displaystyle r} определяется {\displaystyle r}-шар с центром в точке {\displaystyle p} как:
{\displaystyle B_{r}(p)=\{x\mid d(x,p)<r\}}.
Множество называется открытым, если для любой точки {\displaystyle p} в множестве существует {\displaystyle r}-шар с центром в {\displaystyle p}, который содержится в множестве. Любое преметрическое пространство является топологическим пространством и, фактически, секвенциальным пространством. В общем случае сами {\displaystyle r}-шары не обязаны быть открытыми множествами согласно этой топологии. Как и для метрик, расстояние между двумя множествами {\displaystyle A} и {\displaystyle B} определяется как:
{\displaystyle d(A,B)=\inf _{x\in A,\;y\in B}d(x,y)}.
Это определяет преметрику на булеане преметрического пространства. Если начинать с (псевдополу-)метрического пространства, то получается псевдополуметрика, то есть, симметричную преметрика. Любая преметрика приводит к оператору предзамыкания {\displaystyle \operatorname {cl} }:
{\displaystyle \operatorname {cl} (A)=\{x\mid d(x,A)=0\}}.
Префиксы псевдо-, квази- и полу- могут комбинироваться, например, псевдоквазиметрика (иногда называемая гемиметрикой) ослабляет как аксиому неразличимости, так и аксиому симметрии, и является просто преметрикой, удовлетворяющей неравенству треугольника. Для псевдоквазиметрических пространств открытые {\displaystyle r}-шары образуют базис открытых множеств. Простейшим примером псевдоквазиметрического пространства служит множество {\displaystyle \{0,1\}} с преметрикой, задаваемой функцией {\displaystyle d}, такой что {\displaystyle d(0,1)=1} и {\displaystyle d(1,0)=0}. Ассоциированное топологическое пространство является пространством Серпинского.
Множества, оснащённые расширенной псевдоквазиметрикой, изучал Уильям Ловер как «обобщённые метрические пространства». С категорной точки зрения расширенные псевдометрические пространства и расширенные псевдоквазиметрические пространства вместе с их соответствующими нерасширяющимися отображениями лучше всего ведут себя на категориях метрических пространств. Можно взять произвольные произведения и копроизведения и образовать фактор-объект с данной категорией. Если опустить слово «расширенная», можно взять только конечные произведения и копроизведения. Если опустить «псевдо», нельзя будет получить фактор-объекты. Пространства подходов являются обобщением метрических пространств, учитывающим эти хорошие категориальные свойства.
Линейное пространство {\displaystyle V(F)} называется линейным метрическим пространством, если в нём задано расстояние между его элементами и алгебраические операции непрерывны в его метрике, то есть:
{\displaystyle x_{n}\to x,y_{n}\to y\Rightarrow x_{n}+y_{n}\to x+y}
{\displaystyle x_{n}\to x,\lambda _{n}\to \lambda \Rightarrow \lambda _{n}x_{n}\to \lambda x}
Пример: линейное пространство всех комплексных последовательностей можно превратить в линейное метрическое пространство при помощи введения расстояния между его элементами с помощью формулы:
{\displaystyle d(x,y)=\sum _{i=1}^{\infty }{\frac {1}{2^{i}}}{\frac {|x_{i}-y_{i}|}{1+|x_{i}-y_{i}|}}}.
Гиперметрическое пространство — метрическое пространство в котором выполнены гиперметрические неравенства. То есть:
{\displaystyle \sum _{i<j}b_{i}\cdot b_{j}\cdot |x_{i}-x_{j}|\leq 0}
для любых точек {\displaystyle x_{1},\dots ,x_{n}} и целых чисел {\displaystyle b_{1},\dots ,b_{n}} таких, что {\displaystyle \sum b_{i}=1}.
При {\displaystyle b_{1}=b_{2}=1} и {\displaystyle b_{3}=-1} гиперметрическое неравенство превращается в обычное неравенство треугольника:
{\displaystyle |x_{1}-x_{2}|-|x_{1}-x_{3}|-|x_{2}-x_{3}|\leq 0.}
Пример гиперметрического пространства: {\displaystyle \ell _{1}}-пространство.